# Bang liên
Bang liên hay liên hiệp quốc gia (tiếng Latinh: confoederare; tiếng Anh: confederation, confederacy, league) là liên minh bền lâu được cấu thành bởi các đơn vị chính trị nhằm hướng đến một hành động chung xét trong tương quan với các đơn vị chính trị khác. Bang liên thường là kết quả của sự ký kết hiệp ước, tiếp nối sau đó các thành viên sẽ cùng thông qua bản hiến pháp chung. Sự ra đời của bang liên có xu hướng nhằm đối phó với các vấn đề hệ trọng, chẳng hạn quốc phòng, ngoại giao hay đồng tiền chung. Chính phủ trung ương có trách nhiệm hỗ trợ tất cả các thành viên trong bang liên.
Bản chất của mối quan hệ giữa các quốc gia trong bang liên rất đa dạng. Tương tự như vậy, mối quan hệ giữa các quốc gia thành viên với chính phủ trung ương, cũng như vấn đề phân phối quyền lực trong bang liên cũng khác biệt giữa bang liên này với bang liên khác. Một số bang liên lỏng lẻo có hình thức tương tự như các tổ chức liên chính phủ, thậm chí có khi còn cho phép quốc gia thành viên ly khai khỏi bang liên. Một số bang liên được tổ chức chặt chẽ hơn thì có hình thức tương tự liên bang (federation). Một nhà nước đơn nhất hoặc một liên bang có thể phi tập trung hóa quyền lực, nghĩa là phân tán quyền lực xuống các địa phương theo hình thức bang liên.
Trong các văn cảnh phi chính trị, thuật ngữ "bang liên" dùng để chỉ loại tổ chức mà trong đó có sự hợp nhất quyền lực của các thực thể tự trị hoặc bán tự trị lại với nhau. "Bang liên" khi này là một nhóm người, nhóm quốc gia hay nhóm tổ chức cùng nhau hợp lại để cùng làm việc gì đó. Ví dụ về loại tổ chức này là các liên đoàn thể thao hay các liên đoàn liên minh thương mại xuyên châu Âu.
Trong văn cảnh có nội dung về lịch sử người bản địa châu Mỹ, thuật ngữ "bang liên" có thể chỉ một khối liên minh quân sự và chính trị bán lâu dài, trong đó bao gồm nhiều quốc gia (hay "bộ lạc", "làng", "nhóm người") vẫn giữ nguyên nhà lãnh đạo riêng. Một trong số các bang liên kiểu này là Bang liên Iroquois.

## Các ví dụ

### Liên minh Iroquois
Liên minh Iroquois (trong lịch sử được gọi là Bang liên Iroquois - Iroquois Confederacy) là một nhóm gồm sáu quốc gia bộ lạc ở Bắc Mỹ (thuộc địa phận Hoa Kỳ và Canada ngày nay), bao gồm Mohawl, Oneida, Onondaga, Cayuga, Seneca và Tuscarora. Liên minh này đặt ra một chính phủ đại diện được gọi là Đại hội đồng (Grand Council). Liên minh này tồn tại từ trước khi có các cuộc tiếp xúc lớn với người châu Âu. Mỗi bộ lạc cử người đứng đầu tham gia làm đại diện trong bang liên.

### Serbia và Montenegro
Serbia và Montenegro (2003–2006) là bang liên cấu thành từ hai nước cộng hòa trong Cộng hòa Liên bang Xã hội chủ nghĩa Nam Tư cũ là Cộng hòa Montenegro (1992–2006) và Cộng hòa Serbia (1992–2006). Sau khi sụp đổ, Cộng hòa Liên bang Xã hội chủ nghĩa Nam Tư được cải tổ thành một liên minh chính trị hết sức lỏng lẻo gọi là Liên minh nhà nước Serbia và Montenegro, được thiết lập vào ngày 4 tháng 2 năm 2003.
Dù Serbia và Montenegro mang tư cách bang liên nhưng hai thực thể thành viên chỉ thống nhất nhau trong vài mặt như quốc phòng, ngoại giao; tổng thống bang liên chỉ có vai trò rất mờ nhạt. Hai cộng hòa lập hiến này thực chất hoạt động riêng rẽ trong suốt thời gian thuộc bang liên, tiếp tục duy trì chính sách kinh tế riêng và đồng tiền riêng (Montenegro dùng euro còn Serbia dùng dinar). Ngày 21 tháng 5 năm 2006, Montenegro tổ chức cuộc trưng cầu dân ý về vấn đề độc lập. Kết quả cuối cùng cho thấy 55,5% cử tri đi bầu tán thành ý tưởng này. Ngày 3 tháng 6 năm 2006, Montenegro tuyên bố độc lập; hai ngày sau đó, tức vào ngày 5 tháng 6 năm 2006, Serbia cũng tuyên bố độc lập. Bang liên Serbia và Montenegro tan rã.

### Thụy Sĩ
Thụy Sĩ (tên chính thức trong tiếng Latinh là Confœderatio Helvetica, dịch ra là "Bang liên Helvetica") hay còn dịch "Liên bang Thụy Sĩ" là một ví dụ về quốc gia hiện đại tự gọi mình là bang liên. Tuy nhiên, vào thời điểm Thụy Sĩ tự gọi mình là Confoederatio Helvetica thì ở châu Âu chưa có sự phân biệt giữa "bang liên" với "liên bang" về vấn đề quyền lực của nhà nước liên hiệp. Quốc hiệu của Thụy Sĩ vốn đã là "bang liên" kể từ khi lập quốc vào năm 1291 với tên gọi Bang liên Thụy Sĩ cũ - gồm các cộng đồng dân sống trong thung lũng giữa rặng An-pơ.

### Trường hợp Canada
Tại Canada có thuật ngữ Canadian Confederation. Tuy nhiên, nước này là một liên bang chứ không phải bang liên. Thuật ngữ confederation được Canada hiểu theo nghĩa không liên quan với bang liên. Khi Đạo luật Hiến pháp (Constitution Act) ra đời năm 1867 thì thuật ngữ confederation được Anh và Canada hiểu là một nhà nước có chủ quyền gồm các tỉnh liên hiệp lại với nhau. Cách gọi Canadian Confederation (Liên bang hóa Canada) khi đó là để chỉ tiến trình thiết lập Lãnh thổ tự trị Canada (Dominion of Canada) - ban đầu bao gồm ba thuộc địa của Anh ở Bắc Mỹ, về sau có thêm nhiều thuộc địa và lãnh thổ khác gia nhập - căn cứ theo đạo luật này. Ngày 1 tháng 7 năm 1867, Canada trở thành lãnh thổ tự trị trong lòng Đế quốc Anh với cách thức tổ chức theo thể chế liên bang. Nói tóm lại, Canada là một nhà nước liên bang phi tập trung hóa bất thường chứ không phải là bang liên cấu thành bởi các nhà nước có chủ quyền theo nghĩa hiện đại.

## Bang liên trong lịch sử
Các bang liên mang tính lịch sử thời trước thế kỷ 20 có thể không đáp ứng định nghĩa hiện đại về bang liên; một số tự gọi mình là liên bang nhưng mang tính chất của bang liên.
- Liên bang Ba Lan và Lietuva
- Hanse
- Liên minh Tân Anh
- Liên minh Kalmar
- Đế chế Aztec (1428-1521)
- Đế quốc Maratha
- Hoa Kỳ giai đoạn 1781-1789, theo Các điều khoản Hợp bang
- Nước Đức giai đoạn tiền thống nhất sau thời kỳ Đế quốc La Mã Thần thánh
  - Liên bang sông Rhine (1806-1813)
  - Liên minh các quốc gia Đức (1815-1866)
- Liên minh miền Nam Hoa Kỳ (1861-1865)
- Liên bang Bắc Đức (1867-1871)
- Cộng hòa Ả Rập Thống nhất (được xem là một bang liên de facto) (1958-1961)
- Hợp chúng quốc Ả Rập (1958-1961)